# Tres unitats aristotèliques
Les tres unitats aristotèliques són un conjunt de normes que Aristòtil considera que han de seguir les tragèdies, segons proposa a la seva Poètica, per a dotar-les de la cohesió interna i concentració necessària perquè l'espectador pugui experimentar la catarsi o purificació alliberadora de les emocions. Aquestes unitats s'han respectat en general al llarg de tota la història del teatre europeu des d'aleshores fins al barroc i neoclassicisme, i van ser trencades a partir del romanticisme, al segle xviii.
Les tres coordenades a què es refereix Aristòtil són l'espai, el temps i l'acció. Per a ell en la tragèdia aquestes coordenades han de ser úniques; és a dir, que una tragèdia ha de transcórrer en un únic lloc, ha de passar com a màxim en un sol dia i l'acció, o història o trama, ha de ser també una de sola, no pot tenir subtrames o accions secundàries. Aquestes normes es van exigir també a les obres teatrals dels altres gèneres, de manera que no es consideraven "ben escrites" si no complien algun dels tres criteris.
Posteriorment, en el teatre contemporani, s'ha trobat interessant trencar-les desenvolupant accions paral·leles, i potser no completes, que ocorren en més d'un lloc, de vegades en més d'un lloc alhora, i en diferents moments, incloent-hi fins i tot flash-backs i salts en el temps.